# Hidromiel

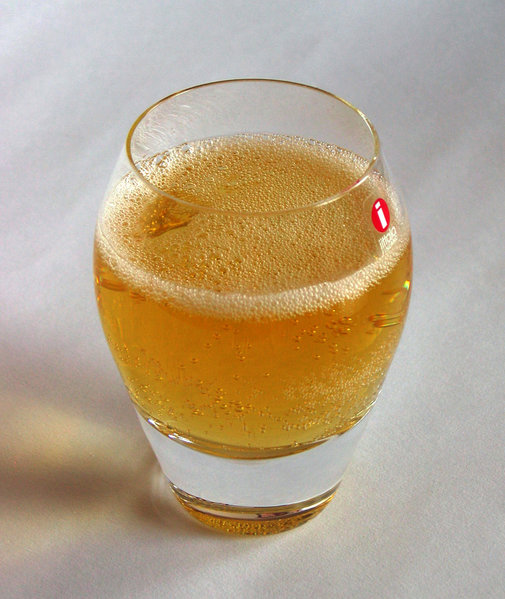
Un vaso con hidromiel.

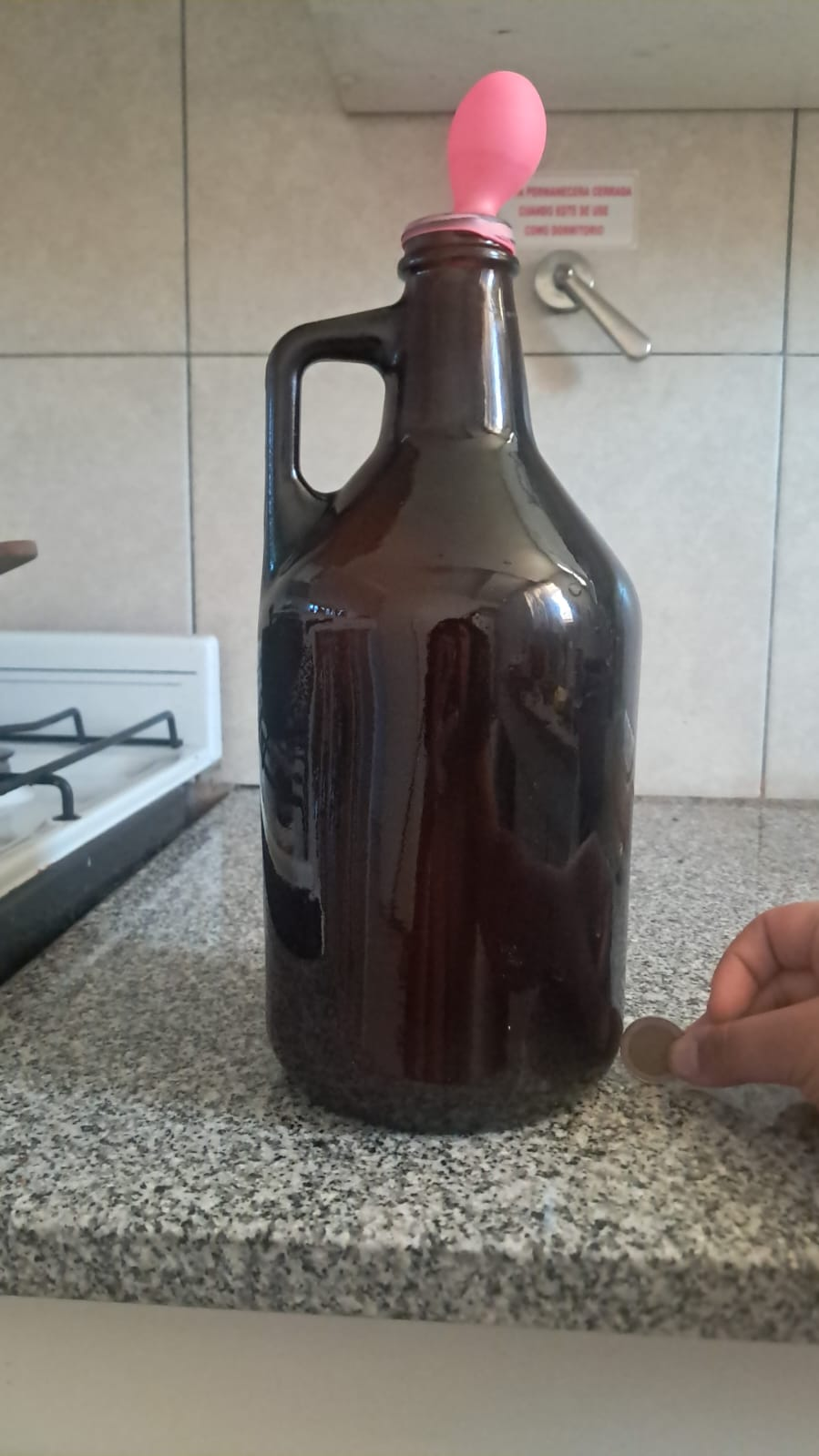
Hidromiel artesanal fermentada durante tres semanas.

La hidromiel, también conocida como aguamiel, es una bebida alcohólica que se obtiene a partir de la fermentación de una mezcla de agua y miel. Este proceso puede durar desde algunas semanas hasta varios meses, e incluso años en ciertos casos, y da como resultado una bebida de color intenso, sumamente aromática y con una graduación alcohólica que varía entre el 4 % y el 18 %.

## Historia
El hidromiel es una bebida histórica cuya preparación se fundamenta en la fermentación de una mezcla de agua y miel, que alcanza cierta graduación alcohólica que varía según la relación de miel/agua y la tolerancia de las levaduras al alcohol. Su uso fue fuertemente difundido por los pueblos de la antigüedad. Se considera que es la primera de las bebidas alcohólicas que consumió el ser humano y se cree que es precursora de la cerveza.
En Europa, lo hicieron y lo bebieron los griegos, romanos, celtas, normandos, sajones y vikingos. Fue una bebida típica en la Edad Media. En América, los mayas producían un tipo de hidromiel llamado balché elaborado con base en agua, miel y trozos de corteza de árbol de balché, del cual la bebida recibe su nombre. Para los mayas era una bebida sagrada utilizada en ceremonias religiosas y además consideraban que tenía propiedades medicinales, específicamente para tratar infecciones estomacales y utilizada como laxante. En algunas de estas culturas era usado para elogiar a héroes y escogidos.
Consumida desde la antigüedad, esta bebida fue hallada en restos arqueológicos del asentamiento neolítico de Jiahu (China) que databan del 7000 a.C., y en textos la primera referencia es en el Himno a Ninkasi (4000 a. C.), donde aparece una especie de receta de la misma. También es mencionada en los versos del Rig Vedá (compuesto entre el 1700 a. C. y el 1100 a. C.), uno de los libros sagrados del Vedismo. En Alemania se han encontrado cuernos de vacuno que datan de 2100 a. C. y que usados como vasos o como recipientes reciben el nombre de «cuernas». Algunas de estas cuernas sirvieron para beber hidromiel (como lo muestran rastros de polen y levadura encontrados en las cuernas). En la Grecia clásica se llamaba «melikraton» y los romanos lo llamaron «aqua mulsum», aunque esta versión era más bien vino de uva endulzado, ya que acostumbraban mezclar vino de uvas con miel para darle un sabor más acaramelado, considerándolo popularmente como bebida de dioses. Según la mitología nórdica, el hidromiel es el único alimento del dios Odín. En muchos cantares épicos nórdicos y anglosajones se recitan las bondades del hidromiel, la función en sus reuniones y su vida después de la muerte en el paraíso del Valhalla, donde beberían hidromiel por el resto de la eternidad. La importancia de esta bebida para los vikingos se debe a la diversa variedad de fabricación en su bebida, y en algunos casos, las sustancias que le adicionaban, como por ejemplo el cornezuelo de centeno, que contiene un alto contenido en compuestos del ácido lisérgico, la base de la conocida droga sintética LSD.

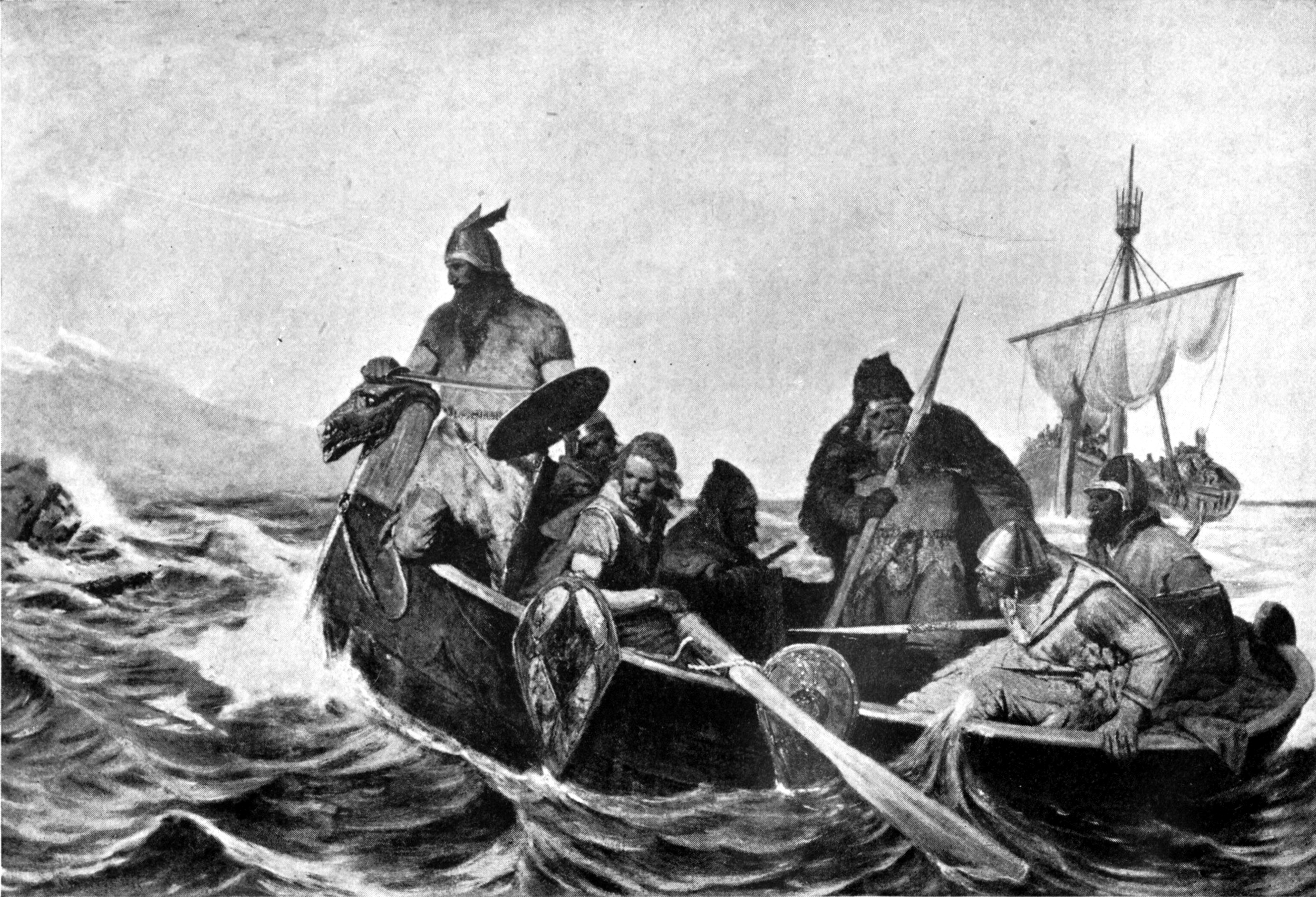
Vikingos

La importancia en la cultura y la amplia difusión de esta bebida podría explicar la antigua tradición consistente en que la pareja debía consumir hidromiel durante una lunación después de su boda, para, de esa manera, incrementar la probabilidad en el nacimiento de hijos varones, responsables estos de la defensa de los territorios. De aquí entonces la costumbre actual de la luna de miel.
Su pérdida de popularidad se debió principalmente a la gran importancia que tomaron las vides en diferentes partes de Europa, desplazando al hidromiel a zonas del norte donde el clima no permitía el cultivo de uvas para la fabricación del vino.

## Preparación

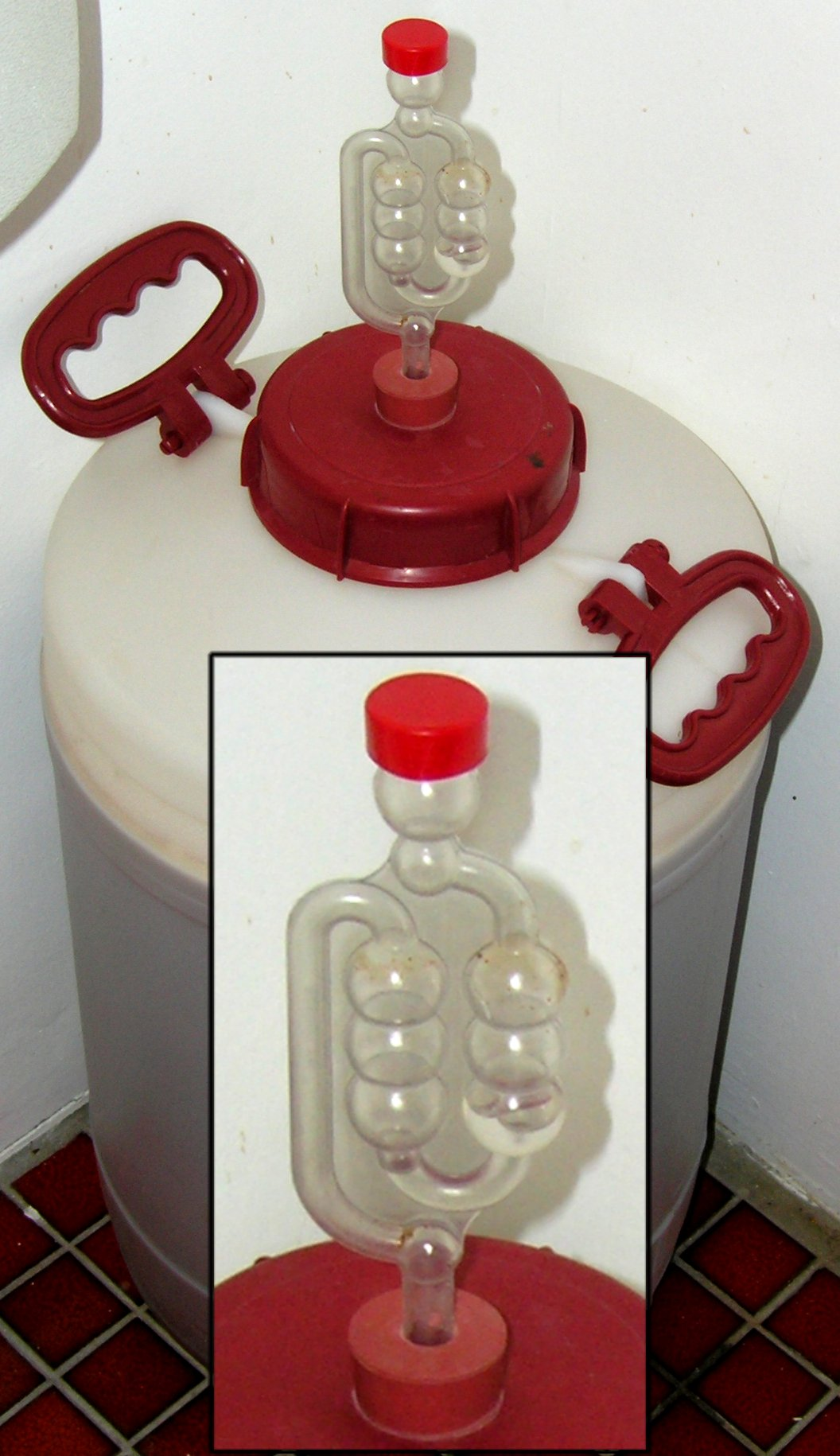
Válvula, uso de un cierre hidráulico para la fermentación casera.

Se utilizan levaduras Saccharomyces si se quiere una fermentación más rápida (entre un mes y medio y dos meses). Si no se agrega ninguna levadura a la preparación, la fermentación tardará mucho más tiempo. Se debe calentar varias veces para que las impurezas se alojen en la parte superior del preparado y se puedan retirar los restos de cera y otras partículas impurezas de la miel, tras lo que se añade más agua con el objetivo de ajustar la graduación alcohólica y el contenido de otras sustancias como el polen para aclarar la mezcla. La calidad de la misma depende de las mieles que se utilicen para su preparación, lo que también influye en su sabor y contenido de alcohol. El envejecimiento de la mezcla se realiza en toneles de roble a temperatura constante y previniendo posibles explosiones por acumulación de CO2 dentro de los contenedores por medio de válvulas que permitan su escape (trampa de aire).
El anterior proceso es para producir gran cantidad del licor en bodegas que permitan su conservación y manipulación, logrando así diferentes clases o categorías de hidromiel según su fermentación. Al igual que ocurre con el champagne, hay varios tipos de hidromiel, dependiendo de la cantidad de miel que no haya fermentado en la bebida. Por grado de intensidad en su dulzura o cantidad de azúcar presente tenemos, de menor a mayor, el brut nature (sin nada de azúcar o hasta tres gramos por litro), extra brut, brut, extra seco, seco, semiseco y dulce o ambrosía (con más de 50 gramos de azúcar por litro). Por lo tanto, el hidromiel no es necesariamente dulce, todo dependerá del azúcar que haya quedado sin fermentar. Eso sí, a mayor cantidad de azúcar convertido en alcohol, más grado alcohólico del hidromiel.
Para una preparación casera, se necesita que los objetos que se van a utilizar estén esterilizados en su momento. En una olla de acero inoxidable, agregar agua previamente hervida y la miel, evitando que la miel se cristalice. Las proporciones pueden variar ampliamente: por cada parte de miel puede haber desde 2 hasta 10 partes de agua. Cuando la solución está a 30 °C, ya es apta para agregarle la levadura, pues una temperatura superior matará los hongos, evitando que se reproduzcan e inicien el fermentación. Luego, dependiendo del gusto, se pueden agregar cáscaras de frutas que liberen un poco de sabor sin que dispersen el sabor que se quiere recuperar de la miel. También se puede agregar un poco de canela, clavos de olor, hojas de menta, etcétera.
Cuando la mezcla ha formado una espuma en su parte superior o se ha dejado de producir CO2 por un indicador como puede ser la válvula de escape del gas, se procede a colar los agregados para lograr que solo quede la bebida que en esos momentos ya será alcohólica en otra botella.
Si la levadura sigue activa, se debe dejar más tiempo el reposo del licor. En este tiempo, se formarán residuos en el fondo del envase indicador de que mucha de la levadura ya ha muerto y que deben ser filtrados durante varias sesiones.
Cuando ya ha terminado el proceso se debe dejar reposar la bebida para que termine con éxito su fermentación. Esto también depende de la cantidad del licor que se fabricó y el tipo de levadura que se usó, por esa razón muchas personas tienen bodegas con barriles llenos de hidromiel a la espera de su culminación, variación y mejoramiento con los años. Al igual que los licores de calidad, ya hemos visto que el hidromiel tiene diferentes presentaciones.

## Precauciones
- Uno de los riesgos se presenta cuando el dióxido de carbono se queda atrapado dentro del contenedor sin posibilidad de un escape y termina por explotar la botella donde se encuentra el licor, lo cual es peligroso si en ese momento alguien la está manipulando o está cerca del envase.

- La preparación de este líquido se basa en la fermentación del azúcar contenido en la miel y las levaduras agregadas a la mezcla, transformándose en alcohol natural (alcohol etílico también conocido como etanol). El grado de este alcohol puede ser fácilmente de 10° a 12°, pero incluso puede llegar a los 18º con el uso de levaduras de alta tolerancia al alcohol.

- Se deberá tener cuidado una vez que el azúcar se agote en el proceso de fermentación, ya que a partir de aquí el exceso de microorganismos puede generar un sabor desagradable y, si al ser almacenado las condiciones no son óptimas, el alcohol reacciona con el oxígeno convirtiéndolo en vinagre (ácido acético); a su vez algunas proteínas y aldehídos de la miel se descomponen intensificando la sensación desagradable.La facilidad de conseguir ese sabor desagradable es una de las razones por las cuales el consumo de hidromiel disminuyó.

## Otros temas sobre hidromiel
Al ser el hidromiel una de las bebidas alcohólicas consumidas frecuentemente por nuestros antecesores desde la prehistoria hasta la edad media, algunos libros documentados en este periodo lo mencionan en algún momento como algo que formaba parte de la vida cotidiana. También la mitología hacía del hidromiel un elixir especial, reservando su consumo para ocasiones especiales o en determinados acontecimientos.
Actualmente también existe una competición mundial para la preparación de los mejores hidromieles, en la que se toman en cuenta factores clásicos como sabor, color, ingredientes, apariencia, aroma, impresión en general, etc. El proyecto que da diferentes premios a los tres primeros puestos se conoce con el nombre de Mazer Cup Mead Competition.

## Denominaciones

### Hidromieles
- Hidromieles polacos (miód pitny). Se distinguen cuatro denominaciones, según la cantidad de mezcla por cada parte de miel. Cuanto mayor es la proporción de miel, mayor la graduación alcohólica:
  - Półtorak (de półtora, «uno y medio»), hidromiel elaborado con media parte de agua por cada una de miel;
  - Dwójniak, hidromiel elaborado con una parte de agua por cada una de miel;
  - Trójniak, hidromiel elaborado con dos partes de agua por cada una de miel;
  - Czwórniak, hidromiel elaborado con tres partes de agua por cada una de miel.
- Medovica (medovitsa), denominación en eslovaco y esloveno.
- Medovina, denominación en checo, eslovaco, croata, serbio, montenegrino, bosnio y búlgaro.
- Medovuja, variante rusa.

### Bebidas similares
- Chouchenn, bebida bretona elaborada mediante la fermentación de una mezcla de agua y miel a la que se añade zumo de manzana.
- Mulsum, bebida elaborada mediante la fermentación de vino y miel.